# Chamaita
Chamaita is een geslacht van vlinders van de familie spinneruilen (Erebidae), uit de onderfamilie Arctiinae.

## Soorten
- C. barnardi T.P. Lucas, 1893
- C. celebensis Roepke, 1946
- C. fasciata Rothschild, 1916
- C. fascioterminata Rothschild, 1913
- C. hirta Wileman, 1911
- C. metamelaena Hampson, 1900
- C. niveata Rothschild, 1913
- C. nubifera Hampson, 1918
- C. nympha Moore, 1887
- C. semifasciata Rothschild, 1916
- C. trichopteroides Walker, 1862